# Codex Freerianus
- Papyrus
- Onciale
- Minuscules
- Lectionnaire

Le Codex Freerianus (Gregory-Aland no. I ou 016) est un manuscrit de vélin en écriture grecque onciale. 

## Description
Le codex se compose de 84 folios (25 x 20 cm), contenant les Épîtres de Paul. Les Épître aux Romains et Épître aux Hébreux manquent et n'ont pas été remplacées. Il est écrit en une colonne, de 30 lignes par colonne. 
Ce codex est un représentant du type alexandrin. Kurt Aland le classe en Catégorie II,.
Il a été appelé par Charles Lang Freer librement parce qu'il l'a acheté en 1906 en Égypte.
Les paléographes sont unanimes pour dater ce manuscrit du Ve siècle. 
Il est conservé à la Smithsonian Institution (Freer Gallery of Art 06.275),.